# Hugolin Antosch
Hugolin Antosch OFM (?- 1725), počeštěně též Antoš byl německý františkán působící v českých zemích (české františkánské provincii). Narodil se někdy před rokem 1666, řeholní sliby složil před rokem 1686. Po klášterních studiích a vysvěcení na kněze byl dále jmenován kazatelem. Jako německý kazatel působil v letech 1687-1688 v konventu v Jindřichově Hradci . V roce 1692 byl jmenován kvardiánem františkánského kláštera ve Znojmě, jenž řídil do následujícího roku. Po dvouleté přestávce nastoupil opět jako klášterní představený, tentokrát v plzeňském konventu. Jako jeho kvardián se v roce 1696 zasloužil o opravu klášterního kostela. I po skončení funkčního období kvardiána zůstává po roce 1697 v Plzni, opět ve funkci německého kazatele. Jako nedělního kazatele jej bylo možno vyslechnout ještě v Moravské Třebové v letech 1702-1703.
Hugolin Antosch byl autorem v rukopise dochovaného oslavného životopisu svého spolubratra Bernarda Sanniga Lebendige Archiw-Biblein sespaného roku 1691. „Sannig je v něm vylíčen jako vzor dokonalého františkána vhodný k následování a do jeho života jsou promítnuty nejdůležitější řeholní ctnosti. Vedle jeho odborných u pedagogických kvalit je důraz položen především na jeho pokoru a ochotu působit mezi prostymi lidmi.“ . Antosch osobně působení Sanniga zažil a sympatie k němu jistě podpořila v době národnostní sporů mezi českými františkány i shodná jazyková orientace.
Svou životní pouť po převážně německých klášterech české františkánské provincie ukončil Hugolin Antosch v Tachově, kde 5. února 1725 zemřel.